# Джеймс, Кендра
Кендра Джеймс (англ. Kendra James, настоящее имя Кендра Джонс англ. Kendra Jones, род. 25 января 1981, Форт-Лодердейл, Флорида) — американская порноактриса и эротическая модель.

## Биография
Родилась 25 января 1981 года в Форт-Лодердейле, Флорида. В детстве вместе с семьёй переехала в Калифорнию и выросла в Сан-Франциско. В 1998 году начала работать фотомоделью и доминой для фетиш- и связанных с БДСМ арт-компаний, таких как Fantasy Makers, Sickpuppy и студия Kink.com.
В начале XXI века решила прекратить работу в качестве фетиш- и бондаж-модели, чтобы отправиться в тур с художником Reverend B. Dangerous и его шоу, в котором Кендра работала под сценическим именем Stitches. Также выступала во время Ozzfest, выступая в качестве танцора с Black Sabbath, Marilyn Manson, Оззи Осборном, Pantera и Slipknot.
В 2005 году, вернувшись к карьере фетиш-модели, дебютировала в порноиндустрии в возрасте 24 лет. Многие из ролей в кино также связаны с тематикой бондажа, подчинения, фетишизма и лесбийского секса.
Снималась для таких студий, как Girlfriends Films, Amateur Bound, FM Concepts, Erotic Distress, Kink.com, Lakeview Entertainment, Twistys, Pulse Distribution, Digital Sin, Hustler, Girlsway, Brazzers и Penthouse.
В 2017 году была номинирована на AVN Awards в категории «лучшая актриса второго плана» за фильм Missing: A Lesbian Crime Story, где сыграла роль антагониста, выступая в сценах вместе с Элли Хейз, Огаст Эймс, Кэссиди Клейн, Карлой Куш, Карли Монтана, Кенной Джеймс, Риной Скай, Райли Рид или Сарой Лав.
На июль 2019 года снялась более чем в 250 фильмах.

## Награды и номинации
| Год  | Церемония         | Результат | Номинация                               | Работа                                                      |
| ---- | ----------------- | --------- | --------------------------------------- | ----------------------------------------------------------- |
| 2017 | AVN Awards        | Номинация | Лучшая актриса второго плана            | Missing: A Lesbian Crime Story                              |
| 2019 | AVN Awards        | Номинация | Лесбийская исполнительница года         | н/д                                                         |
| 2019 | AVN Awards        | Номинация | Премия поклонников: лучший сайт актрисы | KendraJames.com                                             |
| 2019 | XBIZ Award        | Номинация | Лесбийская исполнительница года         | н/д                                                         |
| 2019 | XBIZ Award        | Номинация | Лучшая секс сцена в веб клипе           | Kendra James and Casey Calvert Wonder Girl Gets Her Revenge |
| 2019 | Spank Bank Awards | Номинация | Королева кунилингуса                    | н/д                                                         |
| 2019 | Spank Bank Awards | Номинация | Восхитительная рыжая года               | н/д                                                         |

## Избранная фильмография
- Almost Caught[10],
- A Miss For A Mrs.[11],
- Bad Habits[12],
- Boudoir Secrets[13],
- Mommy Takes A Squirt[14],
- Obey Her[15],
- Prized Pussy[16],
- Shameless[17],
- Sissy Slut Manual[18],
- Strap-on All Stars[19].